# Format

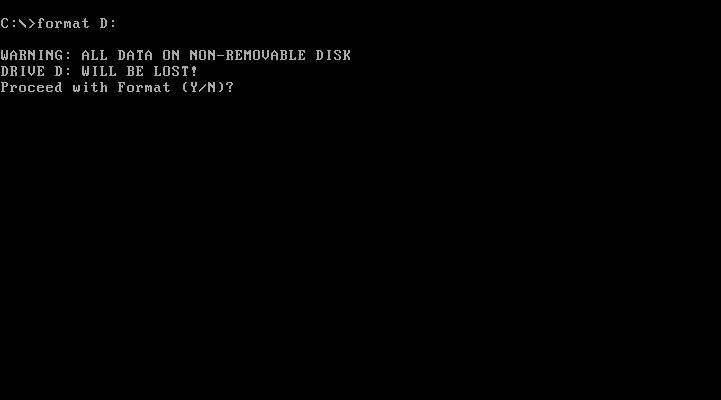
Captura de tela de um programa de formatação no MS-DOS

Format é um comando do MS-DOS capaz de formatar discos locais e disquetes.

## Exemplos
Para executar a formatação com o comando Format, digite o comando e a letra da unidade.
```
A:> format c:
```